# Марк Гарріс (футболіст)
Марк Гарріс (англ. Mark Harris, нар. 29 грудня 1998, Суонсі) — валлійський футболіст, нападник клубу «Оксфорд Юнайтед». Відомий також за виступами в клубах системи англійських футбольних ліг «Кардіфф Сіті», «Ньюпорт Каунті», «Порт Вейл» та «Рексем», а також у складі національної збірної Уельсу.

## Клубна кар'єра
Марк Гарріс народився у 1998 році у валлійському місті Суонсі, та є вихованцем футбольної школи клубу «Кардіфф Сіті», який грає у системі футбольних ліг Англії. Дорослу футбольну кар'єру розпочав 2017 року в основній команді того ж клубу, яка на той час грала в Чемпіоншипі, взявши участь у 2 матчах чемпіонату. Проте до основної команди молодий футболіст не проходив, і в 2018 році його віддали в оренду до іншого валлійського клубу з системи англійських футбольних ліг «Ньюпорт Каунті», який на той час грав у [Друга футбольна ліга|другій футбольній лізі]], де Гарріс провів сезон 2018—2019 років. У 2019 році футболіста віддали в оренду до англійського клубу другої футбольної ліги «Порт Вейл». У кінці 2019 року футболіста віддали в оренду до клубу Національної ліги «Рексем», у якому грав до кінця сезону 2019—2020 років.
У 2020 році Марк Гарріс повернувся до клубу «Кардіфф Сіті». До середини 2023 року відіграв за кардіффську команду 87 матчів в національному чемпіонаті. У липні 2023 року футболіст перейшов до складу англійської команди «Оксфорд Юнайтед».

## Виступи за збірні
У 2014 році Марк Гарріс дебютував у складі юнацької збірної Уельсу, загалом на юнацькому рівні грав до 2017 року, та взяв участь у 10 іграх, відзначившись 2 забитими голами.
Протягом 2017—2020 років Гарріс залучався до складу молодіжної збірної Уельсу. На молодіжному рівні зіграв у 19 матчах, забив 3 голи.
У 2021 році Марк Гарріс дебютував у складі національної збірної Уельсу. Станом на початок червня 2022 року зіграв у складі національної команди 5 матчів.